# Gothenburg
Gothenburg é uma cidade localizada no estado americano de Nebraska, no Condado de Dawson.

## Demografia
Segundo o censo americano de 2000, a sua população era de 3619 habitantes.
Em 2006, foi estimada uma população de 3746, um aumento de 127 (3.5%).

## Geografia
De acordo com o United States Census Bureau, a localidade tem uma área de 6,7 km², dos quais 6,6 km² cobertos por terra e 0,1 km² cobertos por água. Gothenburg localiza-se a aproximadamente 783 m acima do nível do mar.

## Localidades na vizinhança
O diagrama seguinte representa as localidades num raio de 36 km ao redor de Gothenburg.